# 1977年欧洲冠军杯决赛
1977年欧洲冠军杯决赛于1977年5月25日在意大利罗马奥林匹克体育场举行，以决出1976/77赛季欧洲冠军杯冠军。比赛由英格兰足球队利物浦对阵德国足球队门兴格拉德巴赫，两队均为首次进入欧洲冠军杯决赛。此前两队曾在1973年欧洲联盟杯决赛中相遇，利物浦在两回合主客场制比赛中以总分3比2获胜。
双方均需要通过4轮的淘汰赛以晋级决赛，每一轮均采用两回合主客场制。利物浦的表现较为反复，它们在对阵上届亚军圣艾蒂安时两回合仅以1球小胜，却在半决赛中能以总比分6比1淘汰苏黎世。门兴格拉德巴赫的晋级之路则更为艰难，在多数比赛中都涉险过关。
决赛在57,000名现场观众的注视下，由利物浦凭借特里·麦克德莫特的入球于开场后不久便首开纪录，但门兴格拉德巴赫依靠阿兰·西蒙森在下半场初段的入球扳平比分。汤米·史密斯在下半场中段再次为利物浦取得领先，并由菲尔·尼尔将比分锁定为3比1，确保了球队首次捧起欧洲冠军杯。由于此前利物浦已在1976年夺得欧洲联盟杯冠军，这场比赛的胜利也使得鲍勃·佩斯利成为历史上第一位连续夺得欧洲联盟杯和欧洲冠军杯的主教练。

## 决赛之路

### 利物浦
作为欧洲联盟杯的卫冕冠军，利物浦曾在上一赛季的欧洲联盟杯决赛中以总比分4比3击败比利时球队布鲁日。同时，凭借在1975-76赛季英格兰足球甲级联赛中夺冠，利物浦获得了本赛季欧洲冠军杯的参赛资格。它们在第一轮面对的球队是北爱尔兰冠军克鲁萨德斯。首回合比赛在安菲尔德球场举行，利物浦依靠约翰·托沙克的入球和菲尔·尼尔的点球礼貌性的以2比0取胜。第二回合比赛在海景体育场举行，他们又以5比0获胜。当中的4个入球均在比赛结束前9分钟内射入，因此比分并没有反映出真实的比赛进程。利物浦以总比分7比0晋级，于第二轮对阵土耳其冠军特拉布宗体育。首回合比赛在土耳其的侯赛因·阿维尼·阿克尔体育场举行，利物浦的计划是要尽量避免失败，然而随着主队在下半时获得的一记点球，该计划落空，特拉布宗体育以1比0取胜。利物浦在第二回合的主场比赛中收复了失地，上半场便以3球领先，并以3比1的总比分晋级八强。
利物浦在四分之一决赛的对手是上赛季的欧冠亚军圣艾蒂安。在熱奧弗魯瓦基查爾球場举行的第一回合比赛中，利物浦以0比1败下阵来。次回合的主场比赛被认为是利物浦史上最令人难忘的欧冠比赛之一，他们在开场第2分钟即由凯文·基冈射入1球。然而圣埃蒂安在下半场初段凭借多米尼克·巴特納伊的入球将比分扳平。这意味着法国球队若将比分保持到终场便可依靠作客入球優惠制晋级，利物浦若想翻盘则需要至少再入2球。他们先是在9分钟后由雷·肯尼迪射入1球，又在比赛结束前18分钟以大卫·费尔克拉夫替换约翰·托沙克出场。事实证明这是一次成功的换人，费尔克拉夫在第84分钟的入球帮助利物浦以3比1、总比分3比2挺进半决赛。在半决赛面对瑞士冠军苏黎世的比赛中，利物浦先是在客场勒兹格伦德球场3比1获胜，回到主场又以3比0获胜，以6比1的总比分确保晋级决赛。

### 门兴格拉德巴赫
门兴格拉德巴赫是通过夺得1975-76赛季德国足球甲级联赛冠军而入围本届欧洲冠军联赛。他们在第一轮的对手是奥地利冠军奥地利维也纳。首回合在弗朗茨·霍尔体育场举行的客场比赛中，门兴格拉德巴赫以0比1失利。而回到博克贝格体育场的他们则凭借乌利·斯蒂利克、莱纳·邦霍夫和尤普·海因克斯的入球以3比0完胜对手，以总比分3比1晋级，将在第二轮遭遇意大利冠军都灵。首回合比赛在都灵奥林匹克体育场举行，门兴格拉德巴赫以2比1客场取胜；第二回合主场他们仅以0比0完赛，但足以确保球队顺利晋级八强。
门兴格拉德巴赫在四分之一决赛的对手是比利时冠军布鲁日。在主场举行的第一回合比赛中，他们在上半场即以0比2落后。尽管下半场门兴格拉德巴赫凭借克里斯蒂安·库里克和阿兰·西蒙森的入球将比分扳为2比2平，但比利时人仍然拥有2个客场入球优势，门兴格拉德巴赫不得不在扬·布雷德尔体育场举行的第二回合比赛中尽量争取入球。经过上半场双方互交白卷后，门兴格拉德巴赫终于在完场前6分钟由维尔弗里德·汉内斯射入了他们亟需的一个入球。3比2的总比分也意味着他们得以挺进半决赛。在半决赛面对苏联冠军基辅迪纳摩的比赛中，门兴格拉德巴赫先是在客场基辅中央体育场以0比1失利，再次需要在第二回合中尽量争取入球。在主场比赛的下半场中段，莱纳·邦霍夫将总比分扳为1比1。而在比赛即将被拖入加时赛之际，汉斯-尤尔根·维特坎普挺身而出，于第82分钟射入1球，帮助门兴格拉德巴赫首次晋级决赛。

### 晋级过程
| 利物浦       | 利物浦 | 利物浦                | 輪次     | 门兴格拉德巴赫 | 门兴格拉德巴赫 | 门兴格拉德巴赫        |
| ------------ | ------ | --------------------- | -------- | -------------- | -------------- | --------------------- |
| 對手         | 總比分 | 兩回合比分            | 正赛阶段 | 對手           | 總比分         | 兩回合比分            |
| 克鲁萨德斯   | 7–0    | 主場：2–0 ；客場：5–0 | 第一轮   | 奥地利维也纳   | 3–1            | 客场：0–1 ；主场：3–0 |
| 特拉布宗体育 | 3–1    | 客場：0–1 ；主場：3–0 | 十六强   | 都灵           | 2–1            | 客場：2–1 ；主場：0–0 |
| 圣埃蒂安     | 3–2    | 客场：0–1 ；主场：3–1 | 八强     | 布鲁日         | 3–2            | 主場：2–2 ；客場：1–0 |
| 苏黎世       | 6–1    | 客场：3–1 ；主场：3–0 | 半决赛   | 基辅迪纳摩     | 2–1            | 客场：0–1 ；主场：2–0 |

## 比赛情况

### 综述
1977年欧洲冠军杯决赛首次由门兴格拉德巴赫对阵利物浦。双方在欧洲赛事的上一次相遇是1973年欧洲联盟杯决赛，利物浦以总比分3比2获胜。尽管这是两支球队参加的首场欧冠决赛，但它们此前都曾夺得过欧洲联盟杯冠军。除了战胜门兴格拉德巴赫，利物浦还赢得了此前一个赛季的欧洲联盟杯，他们以总比分4比3击败布鲁日。门兴格拉德巴赫则曾在1975年欧洲联盟杯决赛上折桂，他们以总比分5比1击败特温特。
利物浦以英格兰冠军的身份入围此项赛事，他们在决赛前刚以领先曼彻斯特城1分的微弱优势创纪录的第十次夺得英格兰足球甲级联赛冠军。在同一赛季的英格兰足总杯中，他们也进入了决赛。利物浦本有机会夺得史无前例的三冠王，但他们却在足总杯决赛中以1比2不敌曼彻斯特联。作为德国冠军入围此项赛事的门兴格拉德巴赫在这一赛季也以领先沙尔克04和布伦瑞克1分的优势夺得德国足球甲级联赛冠军。他们的目标是成为第二支赢得欧洲冠军杯的德国球队——拜仁慕尼黑在此前的三次决赛中已实现三连冠。
比赛中第一次有威胁的射门由门兴格拉德巴赫完成，莱纳·邦霍夫的射门被挡出。第24分钟，门兴格拉德巴赫球员赫伯特·威默在对抗中受伤，被迫由克里斯蒂安·库里克换出。3分钟后，伊恩·卡拉汉在中场拿球后传至右翼的史蒂夫·海威。海威从边路内切并将球交给特里·麦克德莫特，由后者率先打破场上僵局。在利物浦入球后，门兴格拉德巴赫开始在前场施加更多的压力，但他们无法仍在半场结束前扳平比分。
双方易边后仅7分钟门兴格拉德巴赫便取得了进球。阿兰·西蒙森在截获了吉米·凯斯的传球后长驱直入将比分扳为1比1。此后不久凯文·基冈在禁区内被贝尔蒂·福格茨放倒，利物浦以为他们将获得一个点球，但主裁判却示意比赛继续。5分钟后，阿兰·西蒙森卷土重来，他在边路传中，但乌利·斯蒂利克的射门被利物浦门将雷·克莱门斯顽强扑出。利物浦在第64分钟重新取得领先优势。他们在前场左侧获得一个角球，海威将球吊入禁区内由汤米·史密斯在近门柱顶入。随后不久福格茨似乎在禁区内又对海威犯规，但裁判依旧没有作出判罚。然而在第82分钟，当福格茨再度放倒凯文·基冈时，利物浦终于获得了点球机会，并由菲尔·尼尔一蹴而就，将比分扩大为3比1。此后的比赛双方都没有再取得入球，利物浦最终赢得比赛，历史上第一次捧起欧洲冠军杯。

### 比赛数据
| 1977年5月25日 CEST 20:15 |

| 利物浦                                     | 3–1  | 门兴格拉德巴赫 |
| ------------------------------------------ | ---- | -------------- |
| 麦克德莫特 28' · 史密斯 64' · 尼尔 82'（） | 报告 | 西蒙森 52'     |

| 罗马奥林匹克体育场 觀眾人數：57,000 ：罗伯特·伍尔兹（法国） |

| 利物浦 | 门兴格拉德巴赫 |

|             |    |                 |  |
|             |    |                 |  |
| 守门员      | 1  | 雷·克莱门斯     |  |
| 右后卫      | 2  | 菲尔·尼尔       |  |
| 左后卫      | 3  | 乔伊·琼斯       |  |
| 中后卫      | 4  | 汤米·史密斯     |  |
| 左中场      | 5  | 雷·肯尼迪       |  |
| 中后卫      | 6  | 埃姆林·休斯     |  |
| 前锋        | 7  | 凯文·基冈       |  |
| 中场        | 8  | 吉米·凯斯       |  |
| 前锋        | 9  | 史蒂夫·海威     |  |
| 右中场      | 10 | 伊恩·卡拉汉     |  |
| 中场        | 11 | 特里·麦克德莫特 |  |
| 替补：      |    |                 |  |
| 守门员      | 12 | 彼得·麦克唐纳   |  |
| 前锋        | 13 | 大卫·费尔克拉夫 |  |
| 前锋        | 14 | 大卫·约翰森     |  |
| 中场        | 15 | 阿兰·沃德尔     |  |
| 后卫        | 16 | 阿莱·林赛       |  |
| 主教练：    |    |                 |  |
| 鲍勃·佩斯利 |    |                 |  |

|             |    |                      |     |     |
|             |    |                      |     |     |
| 守门员      | 1  | 沃尔夫冈·克内布      |     |     |
| 中后卫      | 2  | 贝尔蒂·福格茨        |     |     |
| 中后卫      | 3  | 汉斯·克林克哈默      |     |     |
| 清道夫      | 4  | 汉斯-尤尔根·维特坎普 |     |     |
| 右中场      | 5  | 莱纳·邦霍夫          |     |     |
| 中场        | 6  | 霍斯特·沃勒斯        |     | 79' |
| 前锋        | 7  | 阿兰·西蒙森          |     |     |
| 左中场      | 8  | 赫伯特·威默          |     | 24' |
| 中场        | 9  | 乌利·斯蒂利克        | 85' |     |
| 中场        | 10 | 温弗里德·沙费尔      |     |     |
| 前锋        | 11 | 尤普·海因克斯        |     |     |
| 替补：      |    |                      |     |     |
| 守门员      |    | 沃尔夫冈·克勒夫      |     |     |
| 中场        | 15 | 威尔弗里德·汉内斯    |     | 79' |
| 中场        | 12 | 克里斯蒂安·库里克    |     | 24' |
| 前锋        |    | 卡尔·德尔哈耶        |     |     |
| 前锋        |    | 赫伯特·海登赖希      |     |     |
| 主教练：    |    |                      |     |     |
| 乌多·拉特克 |    |                      |     |     |